# Porotrichum tenuinerve
Porotrichum tenuinerve là một loài rêu trong họ Neckeraceae. Loài này được B.H. Allen mô tả khoa học đầu tiên năm 1994.